# Rivière Cachée (D'Autray)
Pour les articles homonymes, voir Rivière Cachée.
La rivière Cachée est un affluent de la rive nord du fleuve Saint-Laurent, dans la région administrative de Lanaudière, au Québec, au Canada. Le cours de cette rivière traverse les municipalités de Saint-Justin (MRC de Maskinongé) et de Saint-Barthélemy (MRC D’Autray).
Ce cours d’eau descend généralement vers le sud-est, d’abord en zone forestière jusqu’à la limite des basses-terres du Saint-Laurent, puis surtout en zone agricole en longeant la limite des MRC de D’Autray et de Maskinongé, jusqu’à sa confluence.
Le cours de la rivière s’écoule plus ou moins en parallèle, entre la rivière du Bois Blanc (situé au nord-est) et la rivière Chicot, située au sud-est.

## Géographie
La rivière Cachée prend sa source d’un lac forestier (longueur : 0,7 km ; altitude : 162 m), situé dans la partie nord de Saint-Justin, presqu’à la limite de Saint-Édouard-de-Maskinongé, soit à :
- 11,9 km au nord-ouest du centre du village de Maskinongé ;
- 15,8 km au nord du centre du village de Saint-Édouard-de-Maskinongé ;
- 5,3 km au nord-ouest de la rive nord-ouest du fleuve Saint-Laurent.

La rivière Cachée coule sur 20,4 km, selon les segments suivants :
- 1,7 km vers le sud dans Saint-Justin, en formant un crochet vers l'ouest, jusqu’au pont de la route Savoie ;
- 5,3 km vers le sud en formant en crochet vers l’est, jusqu’à la limite de Saint-Barthélemy ;
- 1,1 km vers le sud-est dans Saint-Barthélemy en traversant le lac du Vieux Moulin (longueur : 0,7 km ; altitude : 40 km), jusqu’au pont du chemin du rang Saint-Joachim ;
- 4,2 km vers le sud-est, jusqu’au pont de la route du Pied-de-la-Côte ;
- 1,2 km vers le sud-est, jusqu’au pont de la route du Grand-Saint-Jacques ;
- 2,4 km vers le sud-est, jusqu’au pont de la route du rang du Boulevard ;
- 2,2 km vers le sud-est, jusqu’au pont de l’autoroute 40 ;
- 1,6 km vers le sud-est, jusqu’au pont de la route du rang du Fleuve ;
- 0,7 km vers le sud-est, jusqu’à la confluence de la rivière[2].

La rivière Cachée se déverse sur la rive nord-ouest  du Chenal aux Castors ;  ce dernier s’écoule vers les Nord-Est jusqu’à la rive nord-ouest du fleuve Saint-Laurent. La confluence de la rivière Cachée est située à :
- 12,2 km au nord-est du centre-ville de Berthierville ;
- 5,3 km en aval de la confluence de la rivière Chicot ;
- 6,5 km au sud-est du centre du village de Saint-Barthélemy.

## Toponymie
Le toponyme rivière Cachée a été officialisé le 21 janvier 1975 à la Commission de toponymie du Québec.